# Spanyolország turizmusa
Spanyolországban egyrészt kultúrájának sokszínűsége, másrészt a tengerpartjai jelentik a turisták számára a fő vonzerőt.
1978-ban még csak 3 millió külföldi látogatott az országba, ez manapság 55-59 millió turista/év. 2006-ban összesen 58 190 464 vendég (kiránduló és turista) kereste fel – a WTO szerint így látogatottság és idegenforgalmi bevételek alapján a világon a második helyen áll, Franciaországot követve.

## Történelem

### Nyitás külföldre (1957-1966)
A külföldre való nyitás egybecsengett a második világháború utáni európai gazdasági fellendüléssel. A spanyol gazdaság az 1959-es stabilizációs terv értelmében megnyílt a külföldi tőke előtt és felhagyott az autartikus gazdaságpolitikával. A Francoista rezsim ekkor alapította meg a Turisztikai Altitkárságot és a Turisztikai Tanulmányok Intézetét. A turizmust a francoizmus ideológiai célokra is felhasználta. A rendszer megalapozta a törvényi feltételeit a turizmusfejlesztésre: liberalizálták a vendéglátóegységet és szálláshelyek árszabásait valamint megnyílt a lehetőség a külföldről származó befektetéseknek. A fejlesztéseknek köszönhetően 1960-ban még 3 millió, addigra 1973-ban már évi 34 millió turista utazott Spanyolországba.  
A spanyol kapitalizmus eleinte gyenge volt és a hazai pénzügyi szektor nem bízott a turizmus sikerességében. Mivel nem ismerték fel a turizmus konjunkturális hatását valamint alábecsülték annak jelentőségét, emiatt kezdetben kizárólag az üdülőturizmusra koncentráló külföldi tőkéből eredő tengerparti szállodaberuházások valósultak meg. Ennek következtében a spanyol turizmus erősen függött a külföldi tour-operátorok és utazási irodák jelenlététől. A turizmusfejlesztésekben teljesen hiányzott a spanyol tőke, a rendszer legfőbb célja a turizmussal az volt, hogy az országba utazó turisták révén megfelelő mennyiségű devizához jusson, amivel a spanyol gazdaság modernizációját vitte véghez a rendszer.
A turizmus rendkívül gyors növekedésének komoly társadalmi és környezeti hatásai lettek, valamint számos esetben hiányoztak a városrendezési tervek, hisz a fejlesztések rendszerint kontroll nélkül történtek, a spanyol tengerpartok kinézetére is jelentős hatással bírt.

### A fejlődés (1964-1973)
Erre az időszakra a turizmus fejlődésének törvényi feltételeinek megteremtése volt jellemző. Eltöröltek minden olyan jogszabályt, amely akadályozta a turizmus fejlesztését. Ekkoriban továbbra is a több turista érkezése volt a cél a több devizával. 1962-ben Manuel Fraga lett a francoizmus a Tájékoztatási és turisztikai miniszter, amely a rendszer propagandájáért és a turizmusáért felelt. Az érvényben levő Birtok törvény komoly akadály volt a turisztikai fejlesztéseknek, ezt a rendszer úgy oldotta meg, hogy a "Városközpontról és Turisztikai érdekeltségbe tartozó területek"-ről szóló törvényt léptette életbe. A törvény lehetővé tette, hogy külföldi és belföldi tőke is megjelenjen a partmenti városok ingatlanfejlesztésében. Ezt a törvényt okolta számos kritikus azért, hogy rosszul kivitelezett városfejlesztést hajtottak végre a településeken.

### Demokratikus átmenet évei (1974-1977)
A demokratikus átmenet évei újraszervezték a turizmust és újraértelmezték annak szerepét is: megszüntették a Tájékoztatási és Turisztikai Minisztériumot, beintegrálták a turizmust a Kereskedelmi Minisztérium hatáskörébe és megalapították a Turisztikai Államtitkárságot. A turizmust már nem propaganda eszközként használták, hanem elsősorban üzleti érdekből. Szabályozták az utazási irodák működését. Megnyitották a belföldi piacot a külföldi befektetések előtt, a belföldi vállalkozások modernizálásra fektettek több pénzt. Engedélyezték a szerencsejátékozást, viszont a külföldi befektetőket ez esetben törvényileg szabályozták. 

### Autonom közösségek (1979-1985)
Az autonom közösségek létrehozásával a turizmus regionális hatáskörökbe került át, aminek révén a régiók hatékonyabbá váltak hogy a turizmust, a helyi szociális, kulturális és gazdasági adottságokat figyelembe véve tudják irányítani és szervezni. A hangsúly eltolódik a minőség felé valamint létrehozzák a Spanyolországi Turizmus Reklámintézetet, melynek feladata, hogy Spanyolországot a külföldi piacon turisztikailag értékesítse, az. Az 1977-es Moncolai paktum is tartalmazta a turizmus támogatását.
Újdonságként megjelent a környezetvédelem és a kulturális örökségek védelme és a műemlékvédelem fontossága is. Szabályozták a spanyol tengerparti területet, melynek értelmében köztulajdonná váltak, amivel meg tudták akadályozni a tengerparti területek kisajátítását.

## Idegenforgalmi központok
Fő idegenforgalmi központjai, keresett desztinációi a turisták költésének és látogatásnak sorrendjében: 
1. Katalónia, Costa Brava
2. Baleár-szigetek
3. Kanári-szigetek
4. Andalúzia, Costa del Sol

Az autonóm közösségek beosztása turisztikai régiók szerint: 
- Észak-Spanyolország: Baszkföld, Kantábria, Asztúria, Galicia,
- Levante: Katalónia, Valencia, Murcia,
- Belső-Spanyolország: La Rioja, Kasztília és León, Kasztília-La Mancha, Extremadura, Madrid, Navarra, Aragónia,
- Dél-Spanyolország: Andalúzia,
- Spanyol szigetvilág: Baleárok, Kanári-szigetek.

### Turisztikai célterületek utazási motivációk szerint

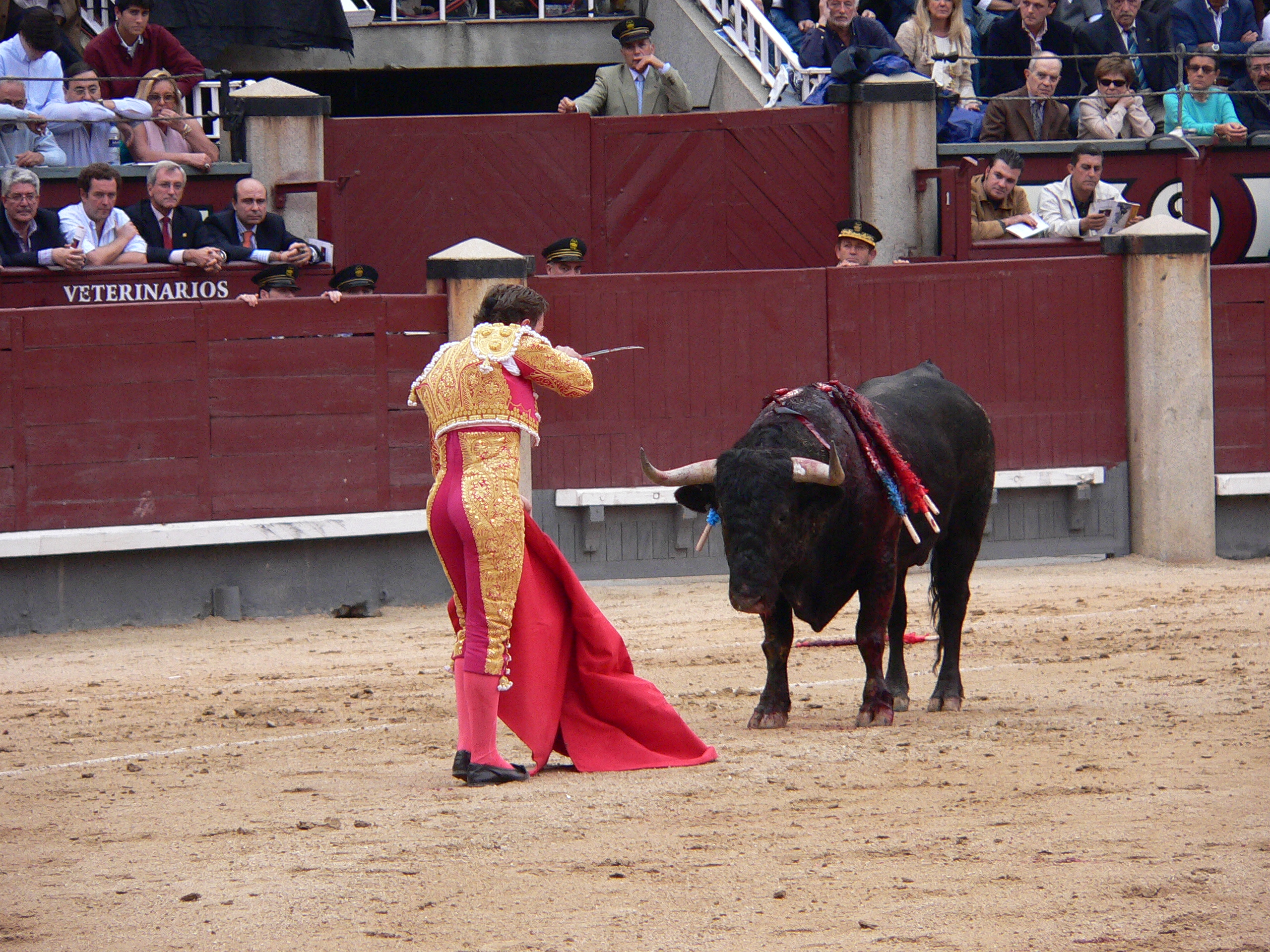
Bikaviadal

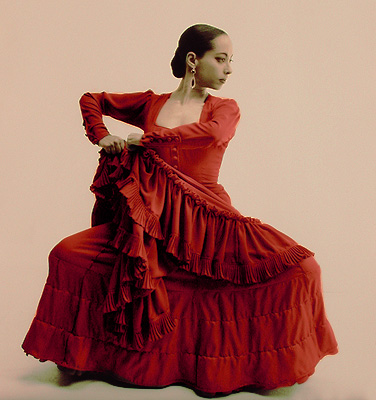
Flamenco

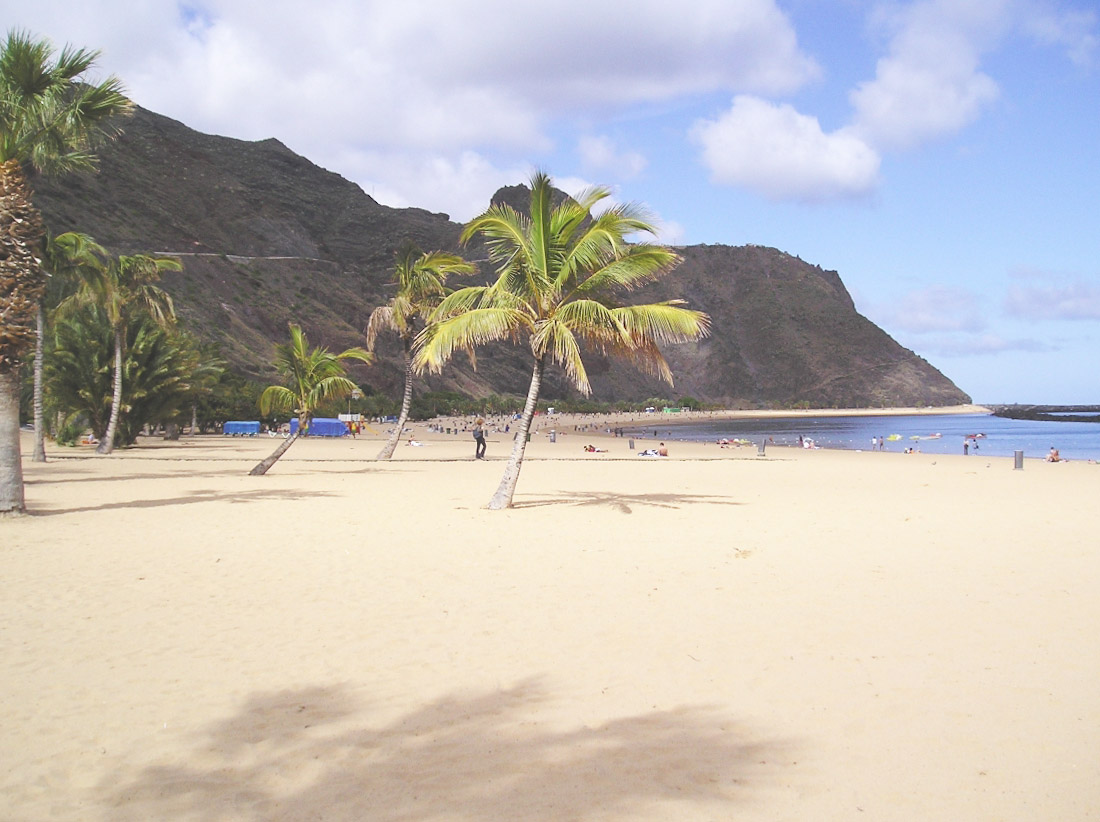
Kanári-szigetek – Tenerife tengerpartja

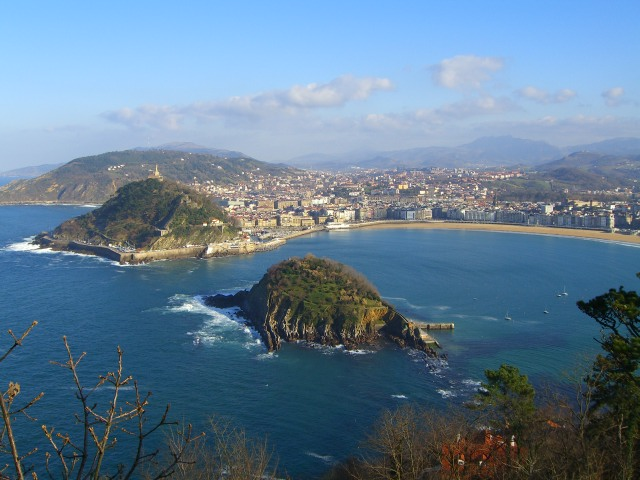
San Sebastián – Igaldo felől, előtérben a Szent Klára-sziget

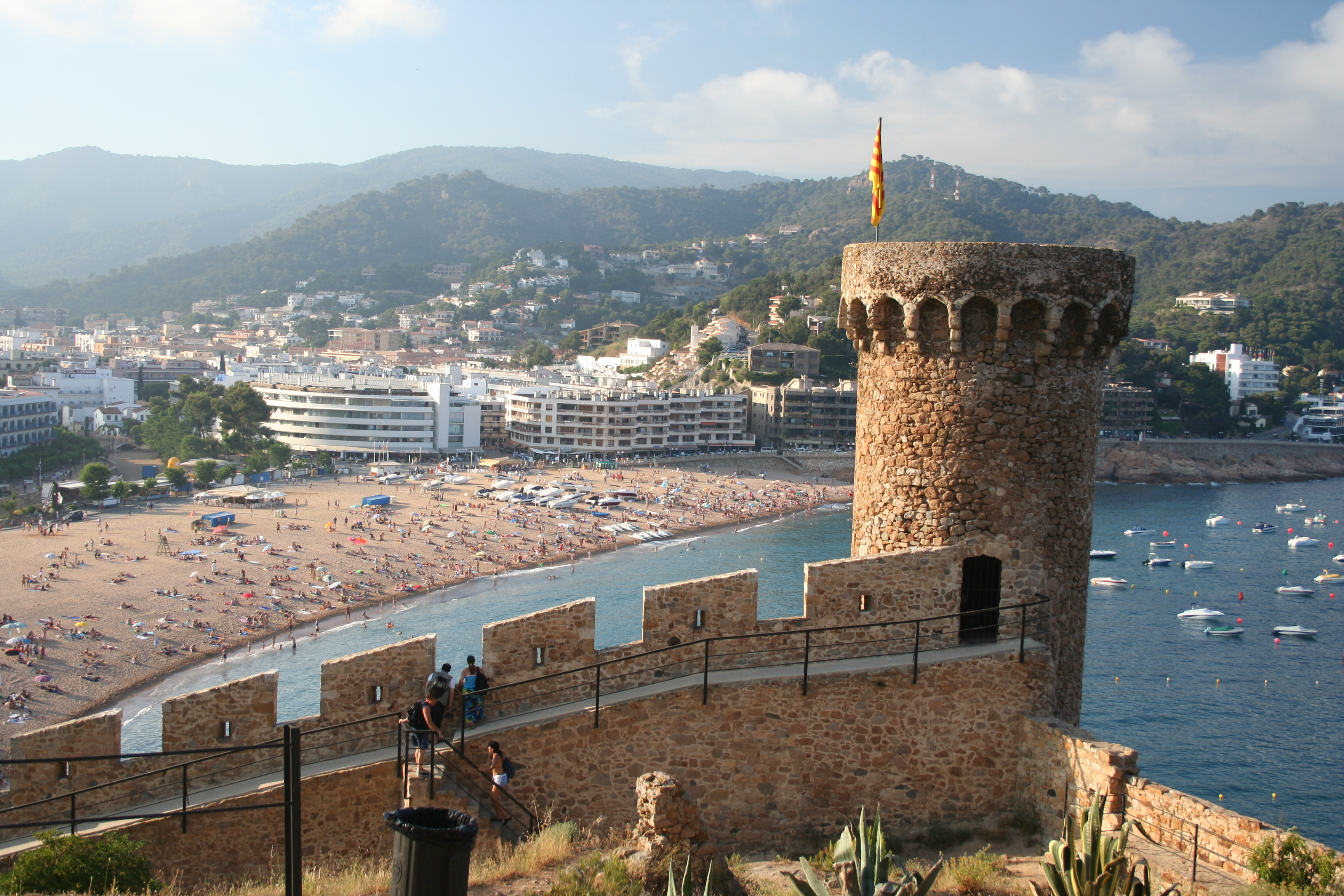
Costa Brava – Tossa de Mar

#### Nyaraló turizmus – tengerpartok
- A Földközi-tenger mentén észak-dél irányban: Costa Brava, Costa Dorada, Costa del Azahar, Costa Blanca, Costa Calida, Costa del Sol, Costa de la Luz.
- Az Atlanti-óceán mentén Kelet-Nyugat irányban: Costa de Rías Bajas, Costa Verde, Costa Real.

#### Kulturális turizmus

##### Turisztikai régiók és települések
A turisztikai szempontból legjelentősebb városok az ország idegenforgalmi területi felosztása szerint:
- Észak-Spanyolország régió:
  - Baszkföld: Bilbao, Donostia-San Sebastián, Vitoria-Gasteiz
  - Kantábria: Santander
  - Asztúria: Oviedo, Gijón
  - Galicia: A Coruña, Santiago de Compostela, Lugo, Orense, Pontevedra, Vigo
- Levante régió:
  - Katalónia: Barcelona, Lleida, Girona, Figueres, Tarragona, Sitges
  - Valencia: Castellón de la Plana, Peñíscola, Oropesa del Mar, Alicante, Benidorm
  - Murcia: Murcia, Cartagena, Mar Menor
- Belső-Spanyolország régió:
  - La Rioja: Logroño, Haro
  - Kasztília és León: Segovia, Ávila, Soria, Burgos, Valladolid, León, Zamora, Salamanca
  - Kasztília-La Mancha: Toledo, Cuenca, Ciudad Real, Albacete, Guadalajara
  - Extremadura: Cáceres, Plasencia, Trujillo, Badajoz, Mérida
  - Madrid: Madrid, El Escorial, Alcalá de Henares, Aranjuez
  - Navarra: Pamplona
  - Aragónia: Zaragoza, Huesca, Teruel
- Dél-Spanyolország régió:
  - Andalúzia: Sevilla, Córdoba, Granada, Málaga, Mijas, Ronda, Jaén, Almería, Cádiz, Huelva, Jerez de la Frontera
- Spanyol-szigetvilág régió:
  - Baleárok: Palma de Mallorca, Mahón, Ciudadela, Ibiza
  - Kanári-szigetek: Santa Cruz de Tenerife, Las Palmas de Gran Canaria, Arrecife

##### Világörökségi helyszínek

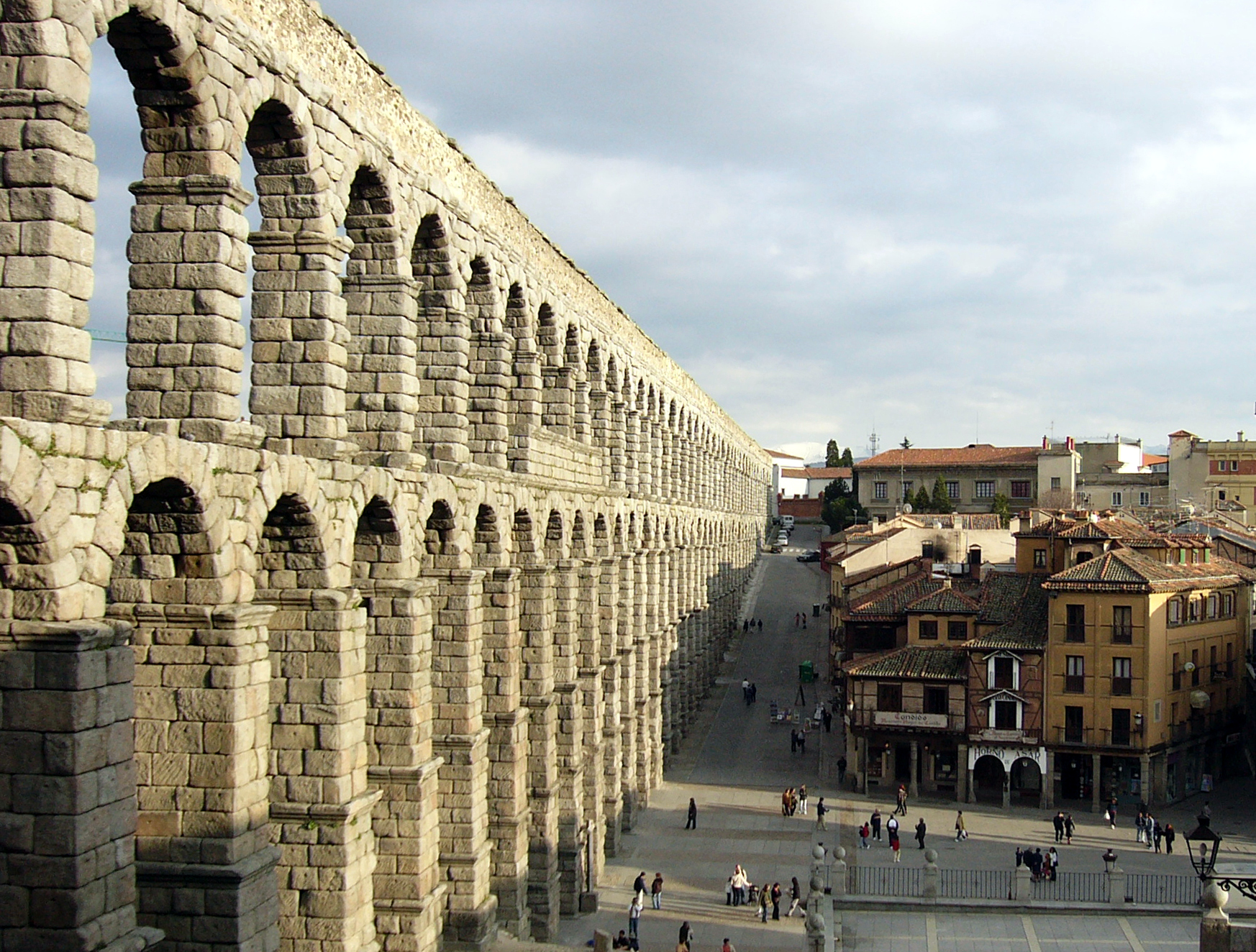
Segovia római vízvezetéke

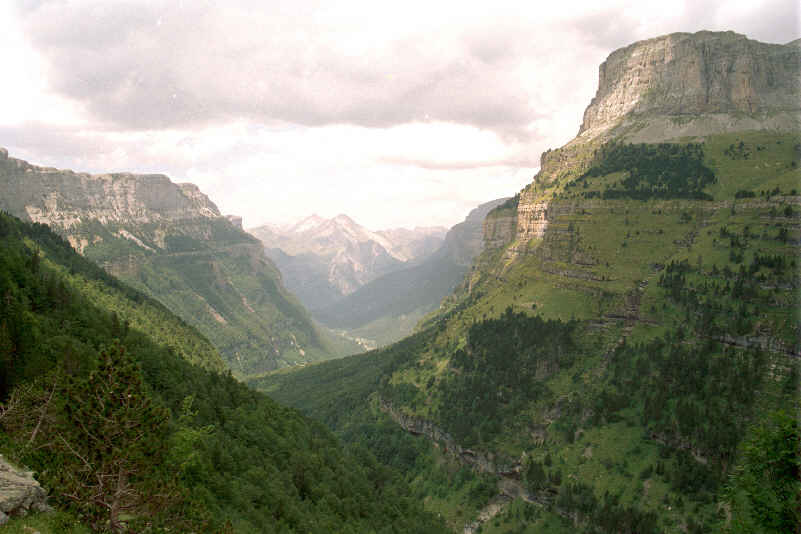
Valle de Ordesa, Pireneusok

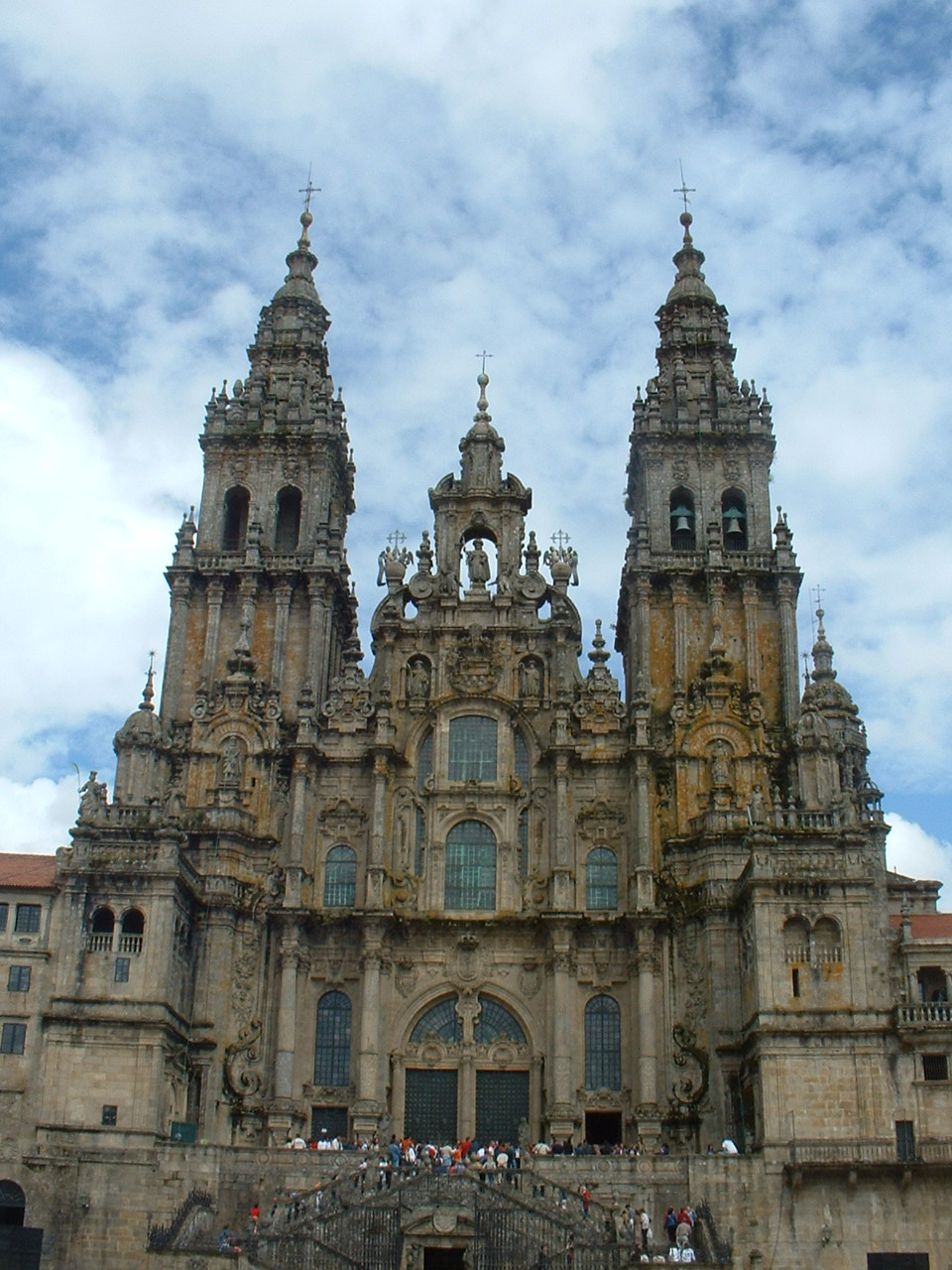
Santiago de Compostela székesegyháza

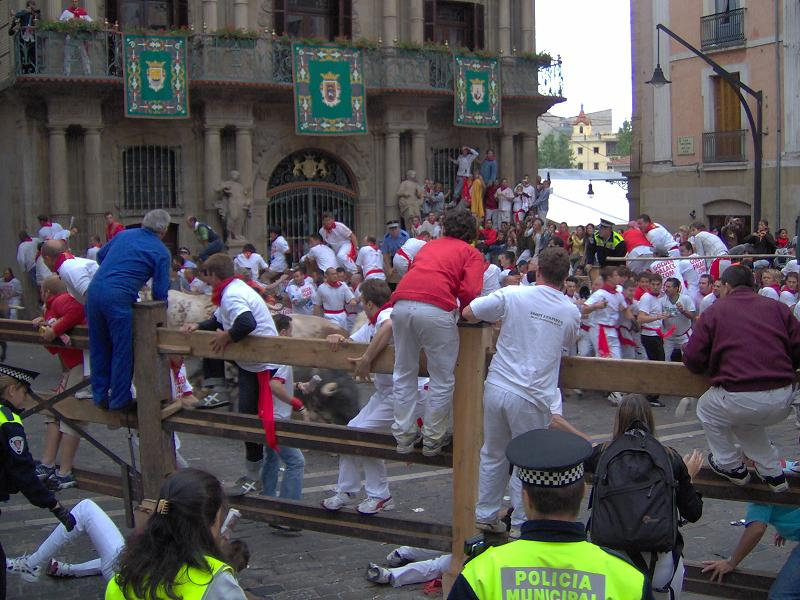
Pamplona – Bikafuttatás

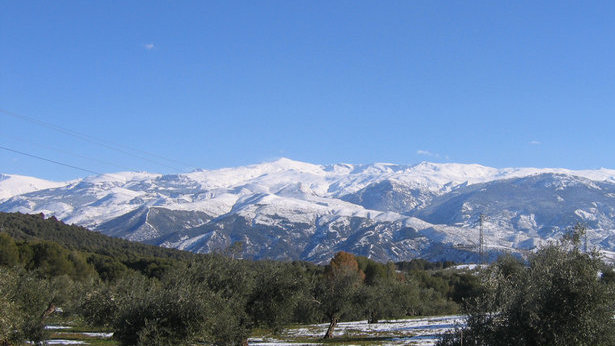
Sierra Nevada Nemzeti Park

2000-ben az ország vezető helyen állt a világörökség kincseinek ranglistáján, ekkor 38 volt számuk. Néhány a jelentősebbek közül:
- 1984: A cordobai Nagymecset La Mezquita, az Alhambra, a Generalife és Albaicín (Granada), a burgosi katedrális, az El Escorial királyi kolostor Madridban, Gaudí épületei: a Güell park, a Güell-palota és a Casa Milá (Barcelona).
- 1985: Az Altamira-barlang festményei, Segovia óvárosa és római vízvezetéke, Az Asztúriai Királyság templomai, Santiago de Compostela óvárosa, Ávila óvárosa
- 1986: Toledo történelmi városrésze, Aragónia mudéjar stílusú épületei, Garajonay Nemzeti Park (La Gomera), Cáceres óvárosa.
- 1987: A sevillai katedrális, az Alcazar és az India archívum
- 1988: Salamanca történelmi negyede
- 1991: A Poblet-kolostor
- 1993: Mérida régészeti leletegyüttese, Santiago de Compostela zarándokútja, Santa María de Guadalupe királyi kolostor (Cáceres)
- 1994: Doñana Nemzeti Park
- 1996: Cuenca történelmi negyede, a Selyembörze (Valencia).
- 1997: a Las Médulas, León, A Katalán Zene Palotája és a Hospital de Sant Pau (Barcelona), San Millán de la Cogolla és a Suso kolostor, Pireneusok: Monte Perdido hegye
- 1998: Az Ibériai-félsziget sziklaművészete, az Alcalá de Henaresi Egyetem
- 1999: San Cristóbal de la Laguna, Ibiza változatos élővilága és kultúrája
- 2000: Tarraco régészeti területe, Lugo római kori városfala, Vall de Boí katalán-román stílusú templomai, Atapuerca régészeti feltárása, Elche pálmaligete
- 2001: Aranjuez kultúrtája
- 2003: Reneszánsz műemlékek Úbeda és Baeza városában
- 2005: Gaudí alkotásai: a Casa Vicens, a Casa Batlló és a Sagrada Família Születés kapuja felőli homlokzata és kriptája, (Barcelona) illetve a Güell-kripta (Santa Coloma de Cervelló).

#### Aktív turizmus
Természetjárás – nemzeti parkok:
- Doñana Nemzeti Park (Parque Nacional de Doñana) (Huelva és Sevilla, Andalúzia)
- Sierra Nevada Nemzeti Park (Parque Nacional de Sierra Nevada) (Granada és Almería, Andalúzia)
- Ordesa és Monte Pérdido Nemzeti Park (Parque Nacional de Ordesa y Monte Pérdido) (Huesca, Aragónia)
- Picos de Europa Nemzeti Park (Parque Nacional de Picos de Europa) (Asztúria, Kantábria, Kasztília és León)
- Tablas de Daimiel Nemzeti Park (Parque Nacional de las Tablas de Daimiel) (Ciudad Real, Kasztília-La Mancha)
- Cabañeros Nemzeti Park (Parque Nacional de las Cabañeros) (Ciudad Real és Toledo, Kasztília-La Mancha)
- Aigües Tortes és Lago de Sant Maurici Nemzeti Park (Parque Nacional de Aigües Tortes y Lago de Sant Maurici) (Lleida, Katalónia)
- Cabrera Nemzeti Park (Parque Nacional de Cabrera) (Mallorca, Baleár-szigetek)
- Teide Nemzeti Park (Parque Nacional del Teide) (Santa Cruz de Tenerife, Kanári-szigetek)
- Garajonay Nemzeti Park (Parque Nacional de Garajonay) (Santa Cruz de Tenerife, Kanári-szigetek)
- Caldera de Taburiente Nemzeti Park (Parque Nacional de de la Caldera de Taburiente) (Santa Cruz de Tenerife, Kanári-szigetek)
- Timanfaya Nemzeti Park (Parque Nacional de Timanfaya) (Gran Canaria, Kanári-szigetek)

Téli aktív turizmus – síterepek:
Az országban több mint harminc síterep található, nagy részük az északon magasodó Pireneusok hegyeiben. A legismertebbek: Baqueira Beret (Pireneusok), Formigal (Pireneusok), La Molina-Masella (Pireneusok), Candanchú és Boi Taüll (mindkettő Pireneusok) illetve a Granada közelében elterülő Sierra Nevada.

## Külső hivatkozások

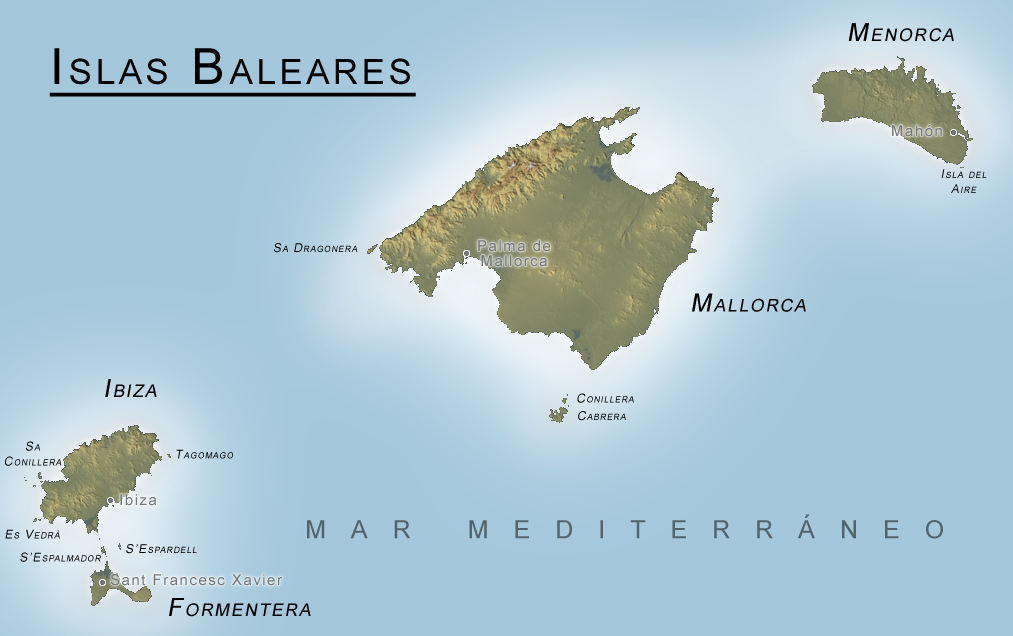
A Baleár-szigetek térképe

- FITUR – Feria Internacional del Turismo (spanyol) Archiválva 2009. március 12-i dátummal a Wayback Machine-ben
- Feria Internacional del Turismo Cultural (spanyol)
- English News Magazine Spain (angol)
- Birdwatching in Spain – Where to Watch Birds in Spain.The 100 best sites (angol)[halott link]

Linkgyűjtemények: 
- Spanyolországi utazás.lap.hu
- Camino.lap.hu – a vallási turizmus lapja
- Világörökség.lap.hu